# Gare de Memambetsu
La gare de Memambetsu (女満別駅, Memambetsu-eki) est une gare ferroviaire du bourg d'Ōzora, à Hokkaidō au Japon. La gare est exploitée par la compagnie JR Hokkaido.

## Situation ferroviaire
La gare de Memambetsu est située au point kilométrique (PK) 218,1 de la ligne principale Sekihoku.

## Historique
La gare de Memambetsu a été inaugurée le 5 octobre 1912.

## Service des voyageurs

### Accueil
La gare dispose d'un bâtiment voyageurs, avec guichets, ouvert tous les jours.

### Desserte
- Ligne principale Sekihoku :
  - voie 1 : direction Kitami et Sapporo
  - voie 2 : direction Abashiri